# Paxtal, Villa Comaltitlán
Paxtal är en ort i Mexiko.   Den ligger i kommunen Villa Comaltitlán och delstaten Chiapas, i den sydöstra delen av landet, 800 km sydost om huvudstaden Mexico City. Paxtal ligger 9 meter över havet och antalet invånare är 189.
Terrängen runt Paxtal är mycket platt. Runt Paxtal är det ganska tätbefolkat, med 96 invånare per kvadratkilometer. Närmaste större samhälle är Escuintla, 19,4 km norr om Paxtal. Omgivningarna runt Paxtal är en mosaik av jordbruksmark och naturlig växtlighet.